# خربق أخضر
الخَربَق الأخضر  نوع نباتي يتبع جنس الخَربَق من الفصيلة الحوذانية.

## الموئل والانتشار
موطن هذا النوع أوروبا الغربية من بريطانيا إلى بلجيكا وفرنسا وإسبانيا.

## الوصف النباتي

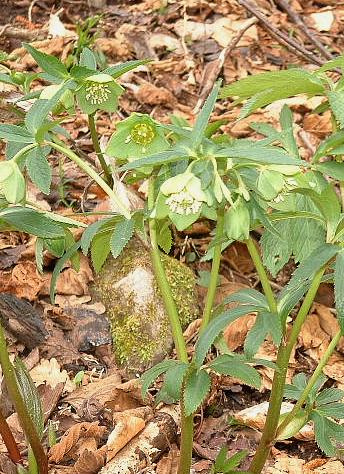
نبات الخَربَق الأخضر

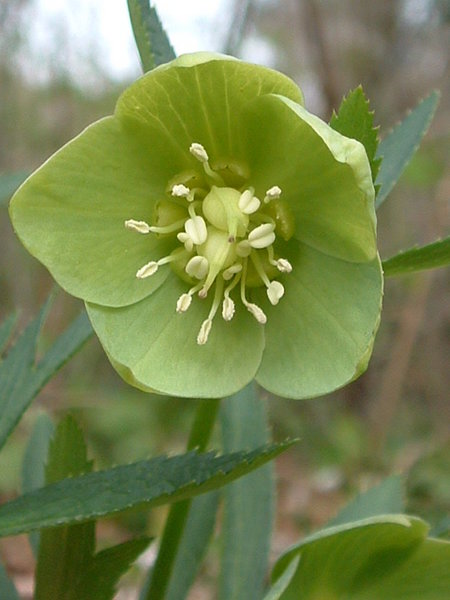
زهرة الخَربَق الأخضر

النبات عشبي.